# Гедвига Брауншвейг-Вольфенбюттельская
Гедви́га Бра́уншвейг-Во́льфенбюттельская (нем. Hedwig von Braunschweig-Wolfenbüttel; 19 февраля (1 марта) 1595, Вольфенбюттель,  Брауншвейг-Вольфенбюттель — 26 июня (6 июля) 1650, Нойштеттин, Герцогство Померания) — принцесса из дома  Вельфов, дочь Генриха Юлия, герцога Брауншвейг-Люнебурга в Вольфенбюттеле и князя Каленберга. Супруга герцога Ульриха; в замужестве — герцогиня Померания-Штеттина.

## Происхождение
Родилась в Вольфенбюттеле 1 марта (по старому стилю 19 февраля) 1595 года. Она была третей дочерью и четвёртым ребёнком герцога Брауншвейг-Люнебурга в Вольфенбюттеле и князя Каленберга Генриха Юлия от его второй жены Елизаветы Датской, принцессы из дома Ольденбургов. По отцовской линии приходилась внучкой герцогу Брауншвейг-Люнебурга в Вольфенбюттеле и князю Каленберга Юлию и Гедвиге Бранденбургской, принцессе из дома Гогенцоллернов. По материнской линии была внучкой короля Дании и Норвегии Фредерика II и Софии Мекленбург-Гюстровской, принцессы из дома Мекленбургов.
Современники описывали Гедвигу как смелую, красивую и мудрую женщину. Она неплохо музицировала на лютне и сочиняла духовные гимны.

## Брак
В Вольфенбюттеле 17 (по старому стилю 7) февраля 1619 года Гедвига сочеталась браком с Ульрихом (12.08.1587 — 31.10.1622), герцогом Померания-Штеттина и лютеранским епископом Каммина. Ульрих был девятым ребёнком и пятым сыном герцога Померании Богуслава XIII.
Свадебные торжества были дорогими. В них приняли участие шестнадцать правящих имперских князей. Брак продлился всего три года и остался бездетным. Ульрих умер в возрасте тридцати трёх лет из-за злоупотребления алкоголем.

## Вдовство
Гедвига овдовела в двадцать восемь лет и до конца жизни носила траурную одежду. После смерти мужа она перенесла резиденцию в Нойштеттин, который был выделен ей по брачному договору во вдовий удел. Здесь вдовствующая герцогиня жила в барочном замке на берегу озера и держала при себе большой двор. Во время Тридцатилетней войны её владения пострадали от действий шведских и имперских войск. В 1630 году во время эпидемии чумы в Нойштеттине она некоторое время жила в Бублитце. Вдовствующая герцогиня занималась благотворительностью и поддерживала местные протестантские приходы. В 1631 году она познакомилась с пастором Грегором Лагусом, который руководил латинской школой в Кольберге и пригласила его на место старшего пастора в Нойштеттин, несмотря на протесты со стороны герцога Померании Богуслава XIV. В 1640 году Гедвига основала школу в Нойштеттине, которой позднее было присвоено её имя.
В 1642 году она была ранена во время нападения польских дворян Бартоломея Тарно из Страчно, Пипиловски из Чарнкува и воеводы Мельхиора Вейхера из Хелмно. Попытка взять её в заложники, вероятно, была связана с переговорами герцогини о наследстве в дополнение к её сокращающимся доходам. В завещании она назвала своим наследником курфюрста Фридриха Вильгельма Бранденбургского.
Герцогиня Гедвига умерла от оспы в Щецинеке 6 июля (по старому стилю 26 июня) 1650 года. В 1654 году она была перезахоронена в усыпальнице герцогов Померании в Рюгенвальде.